# Graham Brookhouse
Graham Brookhouse   (Birmingham, 19 de juny de 1962) és un pentatleta modern anglès, ja retirat, guanyador d'una medalla olímpica.
El 1988 va prendre part en els Jocs Olímpics d'Estiu de Seül, on disputà dues proves del programa de pentatló modern. En la competició per equips, junt a Richard Phelps i Dominic Mahony, guanyà la medalla de bronze, mentre en la prova individual fou vint-i-unè. Quatre anys més tard, als Jocs de Barcelona, tornà a disputar dues proves del programa de pentatló modern. Fou sisè en la competició per equips i vuitè en la prova individual.